# Dekanat Żółkiew
Dekanat Żółkiew – został utworzony w 1998 roku, obecnie jest jednym z 12 dekanatów katolickich w archidiecezji lwowskiej na Ukrainie z siedzibą w Żółkwi.
W okresie II Rzeczypospolitej dziekanem żółkiewskim od ok. 1923 do 1936 był proboszcz parafii św. Wawrzyńca w Żółkwi, ks. Wawrzyniec Ożga. 
W 1938 roku w skład dekanatu żółkiewskiego wchodziło 13 parafii: Kłodno Wielkie, Kukizów, Kulików, Magierów, Mosty Wielkie, Potylicz, Rawa Ruska, Rzyczki, Wiesenberg, Żółkiew, Żółtańce, Przedrzymichy Małe, Ulicko Seredkiewicz; w dekanacie było 25 441 wiernych. 
Obecnie na terenie dekanatu jest 8 kapłanów i 19 parafii (11 parafii nie posiada kapłana, ale w opisie dekanatu są to parafie z przynależnością posługi).

## Zgromadzenia zakonne
- Zgromadzenie Sióstr Świętego Dominika (dominikanki) – Żółkiew.
- Zgromadzenie Córek Matki Bożej Bolesnej (serafitki) – Kamionka Bużańska.
- Zakon Braci Mniejszych Bernardynów (bernardyni) – Magierów, Niemirów.

## Parafie
- Batiatycze (Батятичі) – parafia św. Jadwigi Śląskiej (kościół dojazdowy).
- Grzęda (Гряда) – parafia MB Różańcowej (kościół dojazdowy).
- Kamionka Bużańska (Кам′янка-Бузька) – parafia Wniebowzięcia NMP.
- Kulików (Куликів) – parafia św. Mikołaja (kościół dojazdowy).
- Magierów (Магерів) – parafia Świętej Trójcy (kościół dojazdowy).
- Mosty Wielkie (Великі Мости) – parafia Wniebowzięcia NMP.
- Niemirów (Немирів) – parafia Świętej Trójcy (kościół dojazdowy).
- Potylicz (Потелич) – parafia św. Stanisława Biskupa (kościół dojazdowy).
- Prusinów (Нізи) – parafia Świętej Trójcy (kościół dojazdowy).
- Rawa Ruska (Рава-Руська) – parafia Opieki św. Józefa (kościół dojazdowy).
- Sokal (Сокаль) – parafia św. Michała Archanioła.
- Stara Skwarzawa (Стара Скварява) – parafia św. Ludwika (kościół dojazdowy).
- Stary Dobrotwór (Старий Добротвір) – par. św. Stanisława Biskupa (kościół dojazd.)
- Streptów (Стрептів) – parafia Bożego Miłosierdzia (kościół dojazdowy).
- Żółkiew (Жовква) – parafia św. Wawrzyńca.